# Куго-Јеја
Куго-Јеја (рус. Куго-Ея) река је која протиче јужним делом Ростовске области и северним делом Краснодарског краја на крајњем југозападу Руске Федерације. Десна је и друга по важности притока реке Јеје и део басена Азовског мора. Укупна дужина њеног тока је 108 km, а површина басена 1.260 km². Целом дужином тока тече преко Кубањско-приазовске низије. 
Кугојеја је типична равничарска река са спорим током и ниским замочвареним обалама. Током лета често у потпуности пресуши. 